# Муля
Муля (словац. Muľa) — село, громада округу Вельки Кртіш, Банськобистрицький край, центральна Словаччина, регіон Новоград. Кадастрова площа громади — 12,28 км².
Населення 358 осіб (станом на 31 грудня 2017 року).

## Історія
Муля вперше згадується в 1321 році.

## Населення
| Рік:            | 1994. | 2004.    | 2014.    | 2024.   |
| --------------- | ----- | -------- | -------- | ------- |
| Кількість осіб: | 226   | 286      | 350      | 353     |
| Різниця:        |       | +26,54 % | +22,37 % | +0,85 % |

| Рік:            | 2023. | 2024.   |
| --------------- | ----- | ------- |
| Кількість осіб: | 351   | 353     |
| Різниця:        |       | +0,56 % |